# Кук Ілярій Степанович

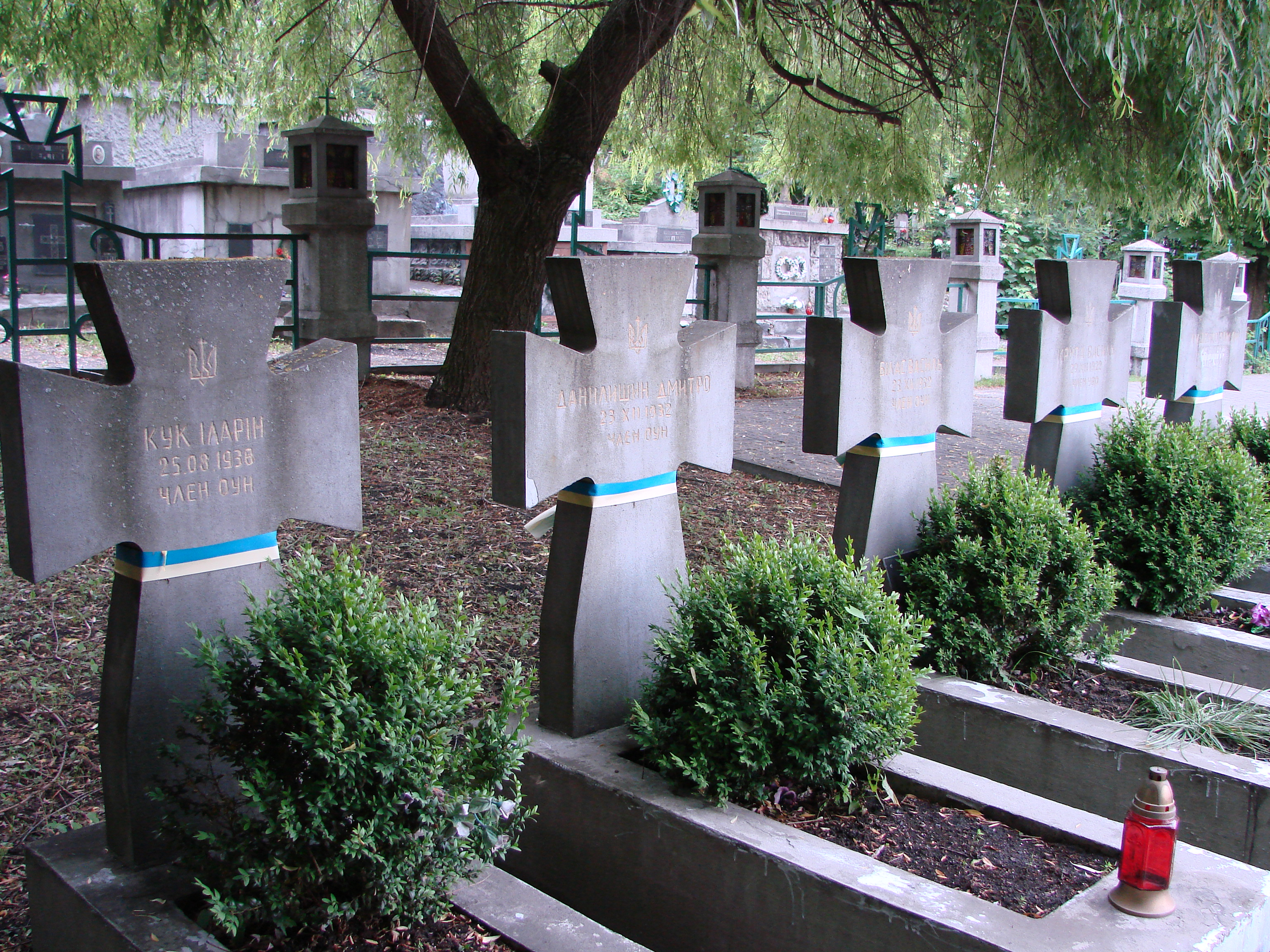
Місце поховання Ілярія Кука

Ілярій Степанович Кук (* 1915, Красне, Золочівський повіт, Тернопільське воєводство, нині Буський район, Львівська область — † 25 серпня 1938, Львів) — український політичний діяч, член ОУН, страчений польською владою. Брат командувача УПА Василя Кука.

## Життєпис
Народився 1915 у селищі Красне Золочівського повіту Тернопільського воєводства (тепер Красненська селищна громада, Золочівський район, Львівська область).
Батько Степан Матвійович — залізничник. Мати Парасковія Федорівна — селянка.
Усі діти родини Куків були членами Організації Українських Націоналістів. За радянської влади всі члени родини були засуджені до позбавлення волі, а майно батьків конфісковано.
Навчався у Золочівській гімназії, був членом Пласту.
1932 — був заарештований польською поліцією за діяльність в ОУН.

### Напад на Ясінських
6 травня 1937 Ілярій Кук був керівником нападу групи оунівців на власників фільварку Ясінських у Золочівському повіті. Історик Петро Мірчук так описує подробиці цієї акції: 
| До помешкання Марії Ясінської та її брата Мечислава прийшло п'ять осіб, між ними один у поліцейській уніформі, провели ревізію й після того наказали згаданим власникам фільварку всісти до повозки й поїхати з ними на поліційну станицю. Але Ясінським, як польським патріотам, видалася справа підозрілою, що їх арештовує якраз польська поліція, тому вони під час їзди намагалися втекти. Через це дійшло до перестрілки, в якій обоє Ясінські згинули. Нападники повернулися до фільварку й забрали там 4.000 злотих, 600 долярів та різні дорогоцінності. Але постріли заалярмували поліцію й вона стала переслідувати нападників. У сутичці з поліцією один із нападників згинув і на підставі його ідентифікації поліція довідалася, що напад на польських землевласників виконали члени ОУН на власну руку й всупереч забороні ОУН переводити експропріяції приватного майна. Незабаром їх арештовано й поставлено під суд [2] |
Натомість Богдан Казанівський стверджує, що брат Ілярія, золочівський повітовий провідник ОУН Василь Кук отримав на цю акцію дозвіл від свого організаційного зверхника.

### Суд та страта
На лаві підсудних опинилось 6 членів ОУН: Ілярій Кук, Володимир Качор, Петро Цица, Ярослав Дзядига, Василь Галапа та Володимир Івахів. Адвокатом Кука на даному процесі у Золочеві був Степан Шухевич.
15 березня 1938 оголошено вирок суду. Ілярій Кук та Володимир Качор засуджені на кару смерті, Петро Цица на довічне ув'язнення, а інші учасники процесу отримали по 2 роки тюремного ув'язнення. Президент Польської держави помилував Володимира Качора, замінивши йому смертну кару на довічне ув'язнення, а Ілярію Куку смертний присуд затверджено.
Стратили Ілярія Кука 25 серпня 1938 року о 4 годині ранку на подвір'ї львівської тюрми Бригідки. Перед стратою Ілярія Кука відвідала його мати Парасковія, що своєю мужньою поведінкою вразила адвоката Степана Шухевича, про що він написав в оповіданні «Mater Dolorosa. Скорботна мати».